# Mohamed Khaled el-Said
Mohamed Khaled el-Said (in arabo محمد خالد السعيد‎?; 17 giugno 1954) è un ex cestista egiziano.

## Carriera
Con l'Egitto ha disputato i Giochi olimpici di Montréal 1976.